# Denshaw
Denshaw is een dorp in de civil parish Saddleworth van Metropolitan Borough of Oldham in Greater Manchester, Engeland Het is gelegen aan de River Tame stroomafwaarts van Delph circa 7 km ten noordoosten van Oldham en circa 5 km ten noordnoordoosten van Uppermill.